# Mecanismos de defensa gestálticos
Los mecanismos de defensa gestálticos - también denominados por Fritz Perls como «mecanismos neuróticos»- aluden a interrupciones o barreras que bloquean la conciencia del darse cuenta.  Siendo el hombre contemplado desde un punto de vista organísmico y holístico, estos distan de los mecanismos de defensa que plantea el psicoanálisis, los cuales preservan al Yo de los peligros de las pulsiones. Si bien los mismos también protegen al individuo de amenazas, la terapia gestáltica los considera como antiguos residuos de tendencias anteriores que evitan la toma de conciencia para proteger al sí mismo de la amenaza del ambiente. Son autointerrupciones en el ciclo de la experiencia No necesariamente son patológicos, excepto si en la relación inseparable con el medio se sostienen en una confusión del límite de contacto (límite entendido como protección y relación, lugar donde ocurren las experiencias). En otras palabras, si dicho contacto no llega al resultado deseado, el sujeto poseerá una lista de molestos sentimientos (ira, confusión, fastidio, resentimiento, decepción) que desviarán su energía a un determinado número de posibilidades que no le permitirán una interacción plena con el ambiente sino solo a través de estos mecanismos.

## Generalidades
Individuo y ambiente están enmarcados en un campo (organismo + ambiente) continuamente cambiante, por lo tanto sus formas de interacción deben ser fluidas y cambiables. Cada movimiento que realice el individuo está dirigido a hallar un equilibrio entre sus necesidades personales y las exigencias de la sociedad. El conflicto se inicia cuando, en las disputas entre las necesidades propias del organismo y las del ambiente, la persona no puede distinguir cuál de ellas es la dominante; y por lo tanto no las puede satisfacer. La neurosis,en términos gestálticos,es pensada como un déficit de contacto (satisfacción de sus necesidades o un darse cuenta sensorial aunado a una conducta motora). Surge cuando el individuo no modifica sus técnicas de manipulación y de interacción, con lo cual le es impedido un buen contacto o un retraerse (rechazar lo que le ofrece el medio por no ser de su agrado o no satisfacer su necesidad) adecuado. 
En este proceso de contacto y de retiro, la personalidad se va constituyendo a medida que va asimilando el ambiente y pudiéndose diferenciar de éste. Ante las  amenazas de ser aplastado por un mundo avasallador, la neurosis se constituye en una maniobra defensiva que le permite encontrar y mantener el balance adecuado entre él mismo y el ambiente. 
Para comprender el funcionamiento de estos mecanismos, Perls recurre a la metáfora de la digestión. El proceso psicológico de la asimilación es parecido a la contrapartida fisiológica: no hay nada en la mente que no provenga del ambiente, ni tampoco ambiente para el cual no haya una necesidad organísmica (física o fisiológica). Desde el punto de vista biológico, crecemos y vivimos gracias a alimentos que masticamos, digerimos y que luego se convertirán en parte de nuestros huesos, músculos y sangre. Si los alimentos son tragados íntegramente permanecerán en el estómago generando incomodidad y náusea. De un modo análogo a lo fisiológico, el metabolismo mental solo crecerá cuando lo tomado de afuera se digiera y asimile plenamente, pasando a ser parte de uno mismo.  En la explicación de dicho proceso, Perls utiliza el neologismo desestructuración para significarlo como un deshacer estructura para poder tomar y asimilar lo proveniente del ambiente (conceptos, datos, patrones de conducta, valores morales, éticos, estéticos y políticos), a diferencia de la palabra destrucción que implica aniquilación.
Mecanismos de defensa principales:
- Introyección
- Proyección
- Confluencia
- Retroflexión

Otro mecanismo:
- Deflexión

## Descripción de los mecanismos
Las premisas gestálticas(configuración, homeostasis, doctrina holística y límite de contacto) permitieron a Perls desarrollar los cuatro mecanismos de defensa fundamentales: 

## Introyección
Es el mecanismo por el cual incorporamos dentro de nosotros mismos introyectos (patrones, actitudes, modos de actuar y pensar) ajenos.  El límite de contacto entre nosotros  y el resto del mundo se vuelve  tan demasiado hacia nosotros mismos que el sí mismo tiende a hacerse responsable de lo que es parte del ambiente. En la introyección se «traga» íntegramente lo proveniente del afuera, aceptándolo indiscriminadamente (ingiriéndolo en lugar de digerirlo), pasando a ser una suerte de parásito o cuerpo extraño dentro de la personalidad. Como consecuencia de esto, los introyectos no permitirán el desarrollo de la propia personalidad e inclusive contribuyen a la desintegración de la misma por la convivencia de dos conceptos incompatibles.

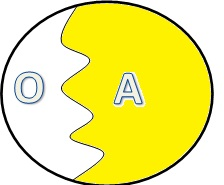
En la introyección el Límite de contacto (línea ondulada) se corre tan hacia el Organismo (O) que el Ambiente (A) prevalece sobre éste. Cuando el introyector dice “yo pienso”, generalmente quiere decir “ellos piensan”.

## Proyección
Es el reverso de la introyección, pues es la tendencia de hacer responsable al ambiente de lo que se origina en el sí mismo.No traga, sino que «escupe», colocando en los demás lo que no acepta de sí mismo. Rechaza sus impulsos, adjudicándoselos a los demás, e incluso rechaza a esa parte de él que le conduce a tener esos impulsos. El límite entre el organismo y el ambiente se traslada a favor de uno mismo, con lo cual hace desposeer y renunciar a aquellos aspectos difíciles y ofensivos de nuestra personalidad.

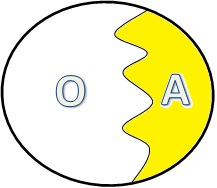
En la proyección el límite de contacto se traslada demasiado hacia el ambiente, por lo tanto el individuo cuando piensa "ellos" quiere significar "yo".

## Confluencia
Las partes y el todo se hacen indistinguibles, por consiguiente el individuo se siente uno con el ambiente e incapaz de distinguir dónde llega su persona y dónde comienzan los demás. Los recién nacidos viven en confluencia (no distinguen entre el dentro y el afuera), pero  este estado inicial que debiera diluirse con el tiempo en una identificación total y crónica se vuelve patológica, exigiendo similitud y negando la tolerancia de las diferencias.

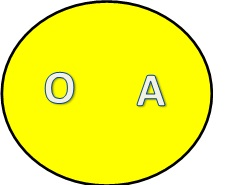
En la confluencia, el límite de contacto entre el organismo y el ambiente es borrado. Las partes y el todo se hacen indistinguibles, y el sujeto piensa en términos de "nosotros".

## Retroflexión
En la retroflexión el sujeto se hace a sí mismo lo que le gustaría hacer a otros (personas u objetos). Sus energías no son puestas a manipular y llevar a cabo cambios en el ambiente para satisfacer sus necesidades, sino que se reorienta hacia sí mismo sustituyéndose por el ambiente como objetivo de comportamiento. El límite demarcatorio no se encuentre entre el organismo y el ambiente, sino que el trazado de éste es por el medio de sí mismo.

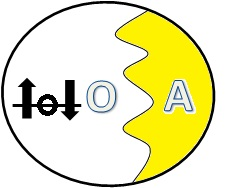
En la retroflexión, reconoce el límite (línea ondulada) entre el organismo y el ambiente, sin embargo el límite rígido es trazado sobre el sí mismo (flechas y círculo).

## Deflexión
Este mecanismo fue incorporado por Erving y Miriam Polster' como una variante de la retroflexión.  «Es una maniobra tendiente a soslayar el contacto directo con otra persona, un medio de enfriar el contacto real».